# Yasutomi Nishizuka
Yasutomi Nishizuka  (西塚 泰美 Nishizuka Yasutomi?, (12 de julio de 1932 – 4 de noviembre de 2004)) era un bioquímico japonés que descubre Proteína quinasa C y hace una importante contribución a la comprensión del mecanismo molecular de la transducción de la señal a través de la membrana celular.

## Nacimiento y educación
Nishizuka nació en 1932 en Ashiya-ciudad en Japón. Obtuvo su M.D. de la Facultad de medicina de la  Universidad de Kioto, en 1957. Luego, completó su doctorado de la Universidad de Kioto bajo la supervisión de Osamu Hayaishi en 1962. Después de completar sus estudios en Japón, pasó un año como Becario postdoctoral con Fritz Albert Lipmann en la Universidad Rockefeller.

## Carrera
De 1962 a 1964, Nishizuka fue el investigador asociado en el Departamento de química médica, Facultad de medicina, Universidad de Kioto. De 1964 a 1968, fue profesor asociado en el Departamento de química médica, Facultad de medicina de la Universidad de Kioto.
Desde 1969 hasta 2004, fue profesor y Presidente del Departamento de bioquímica de la Universidad de Kobeen la Facultad de medicina. También se desempeñó como Presidente de la Universidad de Kobe.

## Investigación
Nishizuka es conocido por la construcción de los conceptos fundamentales como la cascada de señales a través de su descubrimiento de la Proteína quinasa C, también conocido como quinasa C y su análisis de su función, que reveló un nuevo sistema de transducción de señal intracelular y dilucidar los mecanismos regulatorios involucrados en muchos fenómenos biológicos, incluyendo el cáncer celular.

## Premios y honores
Nishizuka recibió varios premios y reconocimientos en su vida. Los principales premios recibidos por él son el Premio de investigación médica Albert Lasker Basic, el Premio Wolf en Medicina y el Premio Kyoto de Ciencias Básicas en 1992.